# 鄭澈
郑澈（：／，1536年—1593年），字季涵，号松江，16世纪朝鲜王朝诗人，歌辞文学大家:594:851，与尹善道和朴仁老并称朝鲜三大国语诗人”:614。谥号文清。
郑澈的文学成就主要在朝鲜国语文学歌辞上，留有《松江歌辞》:595。17世纪朝鲜小说家金万重在《西浦漫笔》中说：“松江关东别曲、前后思美人歌，乃我东之离骚……自古海左真文章，只此三篇。”:852-853

## 生平
郑澈1536年1月17日出生于朝鲜汉阳的名门望族。他的父亲郑惟沉是敦宁府的判官，家族与朝鲜王室有姻亲关系。郑澈10岁时，他的大哥和父亲受“乙巳士祸”的牵连先后被流放。他的大哥在去谪所的路上病故。16岁时，他便跟随获释的父亲搬到全罗道昌平，师从当时的著名文人金麟厚、奇大升等人。:594
1561年，郑澈进士考试得了第一名，次年又拿了文科状元。步入仕途后，他历任校理、湖南御使、直制学司谏等官职。1576年，身为西人党中坚人物的郑澈卷入东西两党党争，数度沉浮。1582年，他被外放任江原道观察使，后又先后担任大司成、都承旨、礼曹判书、大司宪、敦宁府判官等要职。1586年，他因党争再遭贬谪后，在全罗道昌平隐居。1591年，他再次被录用，官至左议政，但不久就被陷害流放。1592年壬辰卫国战争期间，他得到宣祖特赦，后任体察使留驻江华岛，直至1593年2月7日去世。:594-595:851:1170-1171

## 文学成就
郑澈是16世纪朝鲜歌辞大家，与尹善道和朴仁老并称朝鲜三大国语诗人:614，留有《松江歌辞》及汉文文集《松江集》等:595:1171。《松江歌辞》共有四篇，按创作年代的前后顺序排列，分别是《星山别曲》、《关东别曲》、《思美人曲》和《续思美人曲》:189（也称《续美人曲》）。朝鲜的歌辞文学在郑澈的《松江歌辞》达到了鼎盛期，被后人称为“东国之《离骚》”:595:852-853
郑澈是朝鲜湖南诗坛的中坚人物，也是朝鲜王朝前半期山水田园文学的代表诗人之一。他早年经常与当时名士林亿龄（1496-1568年）、金成远（1525-1597年）、高敬命（1538-1592年）一起在林亿龄的息影亭切磋诗艺，被称为“星山四仙”。期间，他作有山水田园作品《星山别曲》。在他出任江原道观察使时，他游览了金刚山和东海岸，创作了歌颂祖国壮美山河的绝唱，纪行歌辞《关东别曲》。在遭弹劾流放期间，他先后创作了《思美人曲》和《续思美人曲》:189（也称《续美人曲》），表达其对封建君王的耿耿忠心。:595-600:852-853:1170-1171